# دوري كرة القدم الإيراني
نظام الدوري الإيراني لكرة القدم هو سلسلة من الدوريات المترابطة لنوادي كرة القدم في إيران.

## هيكل
الهيكل الحالي قائم منذ عام 2001. الدوري الإيراني الممتاز هو أعلى مستوى لكرة القدم في إيران. ويسمى أيضا رسميا دوري الخليج الفارسي. يأتي تحته دوري أزادكان، والمعروفة أيضًا بالدرجة الأولى، والتي تتكون من مجموعة واحدة مكونة من عشرين فريقًا. مستوى آخر لأسفل من ذلك هو القسم الثاني الذي يتكون من 40 فريقًا موزعة بالتساوي على أربع مجموعات. تحتها هي الدرجة الثالثة. هذا المستوى لديه خمس مجموعات و 60 فريق. تحتوي كل مجموعة على فرق موجودة في نفس المنطقة الجغرافية. يتكون المستوى الأخير من نظام كرة القدم من 31 بطولة إقليمية. تشارك الفرق المحلية من كل مقاطعة في هذه البطولات، وتنقسم بعض البطولات إلى أقسام أخرى.
يعمل النظام بنظام الترحيل الترقية، مما يعني أنه يمكن لفريق من أدنى مستوى في النظام أن يصل إلى المستوى الأعلى بعد عدة سنوات. غالبًا ما يتغير عدد الفرق في كل دوري من موسم إلى آخر، نظرًا لعدم وجود أي إدارة محترفة في المستويات الدنيا للنظام. حاليًا، يعد الدوري الإيراني الممتاز هو الدوري الوحيد الذي يعتبر احترافيًا، على الرغم من أن العديد من قواعده حول تسهيلات النادي وإدارته تتعطل. ليس من غير المألوف بالنسبة للفرق في المستويات الدنيا من النظام تغيير أسماء الفرق بسبب مشكلات الرعاية أو انسحاب الفرق تمامًا من المنافسة.
يتم إدارة المستويات الأربعة الأولى من النظام من قبل الاتحاد الإيراني لكرة القدم، بينما تدار اتحادات كرة القدم في المستوى السفلي من قبل لجنة كرة القدم المحلية التابعة لكل منهما.

### قبل 1970
قبل سبعينيات القرن الماضي، لم يكن لإيران دوري وطني رسمي لكرة القدم. شاركت معظم الأندية في بطولات مدينتهم أو مقاطعتهم. لذلك تم اعتبار بطل دوري طهران الممتاز بطل كرة القدم الإيراني. نظرًا لإنجازاتهما في دوري طهران الممتاز، كان شاهين طهران وتاج، المعروفان اليوم باسم استقلال طهران، أكثر الفرق شعبية في هذا الوقت. أيضا دارايى ونادي باس طهران كانتا أندية ناجحة في دوري طهران.

### الدوري المحلي
| الموسم  | الأبطال             | الوصيف    |
| ------- | ------------------- | --------- |
| 1970–71 | تاج (استقلال طهران) | باس طهران |
| 1971–72 | برسبوليس            | باس طهران |

في عام 1970، تم إنشاء الدوري المحلي. وللمرة الأولى، ضم الدوري أيضًا فرقًا من العديد من المدن والمحافظات الأخرى بما في ذلك سباهان من أصفهان ونادي تراكتور سازي أذربيجان الشرقية. كان أول بطل كرة قدم إيراني معترف به هو تاج بعد فوزه على باس طهران 2-1 في نهائي دوري محلي 1970-1971.   تعتبر أحداث الدور نصف النهائي بين تاج وبرسبوليس ذات أهمية كبيرة للتنافس بين الناديين.   وفاز برسبوليس بالنسخة الثانية والأخيرة من الدوري المحلي.  

### كأس تخت جمشيد
| الموسم  | الأبطال             | الوصيف              |
| ------- | ------------------- | ------------------- |
| 1973–74 | برسبوليس            | تاج (استقلال طهران) |
| 1974–75 | تاج (استقلال طهران) | برسبوليس            |
| 1975–76 | برسبوليس            | هوما                |
| 1976–77 | باس طهران           | برسبوليس            |
| 1977–78 | باس طهران           | برسبوليس            |

في عام 1972، تم تأسيس كأس تخت جمشيد كدوري وطني وتضم فرقًا من جميع أنحاء البلاد. قرر الاتحاد الإيراني لكرة القدم إنشاء رابطة مماثلة لبطولات الدوري الأوروبي. سميت باسم تخت جمشيد، العاصمة الأخمينية القديمة المعروفة خارج إيران باسم برسيبوليس. تألفت كأس تخت جمشيد من 12 ناديًا في موسم 1973-1974. أصبح برسبوليس أول أبطال لكأس تخت جمشيد، بفارق نقطتين عن منافسه تاج(استقلال طهران). 
قبل بداية موسم 1974-1975، زاد عدد الفرق من 12 إلى 16 فريق. حصل استقلال على أول لقب له في كأس تخت جمشيد بعد فوزه في الدوري متقدما على برسيبوليس. وفاز برسبوليس بكأس تخت جمشيد 1975-1976 بأداء رائع من قبل أسطورة كرة القدم الإيرانية علي بروين. كان الفريق صاحب المركز الثاني ناديًا آخر في طهران، هو هوما. فازت نادي باس طهران بالموسمين التاليين بقيادة المدرب حسن حبيبي.
```
[
14
]
 فاز نادي 
باس طهران
 ببطولتها في كل مرة متقدما على 
برسبوليس
.
[
15
]
 
[
16
]
 في هذا الوقت، كانت كأس تخت جمشيد واحدة من أقوى بطولات كرة القدم في آسيا. فاز 
المنتخب الإيراني لكرة القدم
 عام 1976 
بكأس الاتحاد الآسيوي
 للمرة الثالثة على التوالي، وتأهل عام 1978 إلى 
كأس العالم
 FIFA للمرة الأولى في تاريخ البلاد.
```

تم التخلي عن موسم تخت جمشيد 1978-1979 بسبب الثورة الإسلامية الإيرانية 1979. كان نادي شهباز يتصدر الدوري بعد اثني عشر يومًا متقدماً على ناديا برسبوليس وتاج (استقلال طهران).   

### ثورة 1979 و 1980s
بسبب الثورة الإسلامية والحرب الإيرانية العراقية، تم حل كأس تخت جمشيد وأيضاً البطولات الأدنى كانت غير منظمة. مرة أخرى، كان بطل دوري مقاطعة طهران هو بطل كرة القدم الإيراني. سيطر برسبوليس على الدوري بخمسة ألقاب واستقلال طهران على بطولتين. في عام 1987 تم إنشاء دوري (17th of Shahrivar)  مع فرق أساسا من طهران، ولكن أيضا مع أندية من بعض المدن الأخرى. وفاز برسبوليس بالدوري. نظرًا لحقيقة أن الدوري كان جزءًا من دوري مقاطعة طهران، فإن لقب برسبوليس اليوم غير مقبول كبطولة وطنية.

### دوري القدس
| الموسم  | الأبطال       | الوصيف   |
| ------- | ------------- | -------- |
| 1989–90 | استقلال طهران | برسبوليس |

في عام 1989، تشكلت دوري القدس  باعتباره الدوري الوطني الإيراني لكرة القدم. أول بطل كرة قدم إيراني رسمي منذ الثورة كان استقلال طهران. بعد موسم واحد فقط تم إلغاء الدوري.

### دوري أزادكان
| موسم      | الأبطال       | الوصيف        |
| --------- | ------------- | ------------- |
| 1991–92   | باس طهران     | استقلال طهران |
| 1992–93   | باس طهران     | برسبوليس      |
| 1993–94   | سايبا         | برسبوليس      |
| 1994–95   | سايبا         | استقلال طهران |
| 1995–96   | برسبوليس      | نادي بهمن كرج |
| 1996–97   | برسبوليس      | نادي بهمن كرج |
| 1997–98   | استقلال طهران | باس طهران     |
| 1998–99   | برسبوليس      | استقلال طهران |
| 1999–2000 | برسبوليس      | استقلال طهران |
| 2000–01   | استقلال طهران | برسبوليس      |

في عام 1991، تم تشكيل الدوري الممتاز لكرة القدم الإيرانية تحت اسم دوري أزادكان. سمي الدوري باسم دوري أزادكان تكريما لأسرى الحرب الإيرانيين الذين أطلق سراحهم. أزادكان تعني المحررة باللغة الفارسية. بدأ الدوري بتنسيق 12 فريقًا في الموسم الأول. في موسم الدوري 1992-1993 دوري أزاديجان تغيير شكلها. شارك 16 نادي في مجموعتين من ثمانية فرق. كان باس طهران هو البطل في كلا الموسمين.  هبط استقلال طهران لأول مرة في تاريخه عام 1993. قبل بداية موسم 1993-1994، غير الدوري شكله مرة أخرى. شارك 14 فريق في مجموعة واحدة. فاز سايبا بلقب دوري آزاديجان، حيث يحتل ثلاث نقاط من برسبوليس صاحب المركز الثاني. بعد سنة واحدة فقط تم تغيير تنسيق الدوري مرة أخرى. شارك 24 نادي في مجموعتين من 12 فريقا. سايبا دافع عن لقبه في المباراة النهائية ضد استقلال طهران.
قبل بداية موسم 1995-1996 من دوري أزادكان،  غير الدوري شكله مرة أخرى. شارك 16 فريقًا في مجموعة واحدة حتى عام 1999. كان برسبوليس هو البطل في الفترة 1995-1996 و 1996–97  و 1998-99  ، في حين أصبح استقلال طهران هو البطل في موسم 1997-98. في عام 1999 تم تخفيض الدوري إلى 14 فريق. فاز برسبوليس بموسم دوري أزادكان 1999-2000  ، متفوقًا بفارق سبع نقاط عن منافسه استقلال طهران. كان موسم 2000-2001 هو العام الأخير لدوري أزادكان كدوري كرة قدم رفيع المستوى في إيران. استقلال طهران البطل في الدوري من 12 فريقا.

### دوري المحترفين الإيراني
| الموسم  | البطل           | الوصيف        |
| ------- | --------------- | ------------- |
| 2001–02 | برسبوليس        | استقلال طهران |
| 2002–03 | سباهان          | باس طهران     |
| 2003–04 | باس طهران       | استقلال طهران |
| 2004–05 | فولاد خوزستان   | ذوب آهن       |
| 2005–06 | استقلال طهران   | باس طهران     |
| 2006–07 | سايبا           | استقلال أهواز |
| 2007–08 | برسبوليس        | سباهان        |
| 2008–09 | استقلال طهران   | ذوب آهن       |
| 2009–10 | سباهان          | ذوب آهن       |
| 2010–11 | سباهان          | استقلال طهران |
| 2011–12 | سباهان          | تراكتور سازي  |
| 2012–13 | استقلال طهران   | تراكتور سازي  |
| 2013–14 | فولاد خوزستان   | برسبوليس      |
| 2014–15 | سباهان          | تراكتور سازي  |
| 2015–16 | استقلال خوزستان | برسبوليس      |
| 17-2016 | برسبوليس        | استقلال طهران |
| 2017–18 | برسبوليس        | ذوب آهن       |
| 2018–19 | برسبوليس        | سباهان        |
| 2019–20 | برسبوليس        | استقلال طهران |

شهد موسم 2001-2002 بداية أول دوري احترافي لكرة القدم في إيران. ارتفعت مرتبات اللاعبين بشكل ملحوظ والايجابيات الأخرى في الدوري هي ظهور فرق إقليمية وموهبة غير عادية يفتخر بها كل فريق من فرق دوري المحترفين الإيراني. أظهرت فرق مثل سباهان اصفهان وفولاد خوزستان وذوب آهن واستقلال أهواز وتراكتور سازي تبريز أنهم قادرون على المنافسة، رغم أنهم لا يقيمون في طهران. يمكن أن يستمر الدوري في التحسن، ويأمل الكثيرون أن يساعد هذا الدوري كرة القدم الإيرانية، من حيث تحسين الجودة والسمعة.
في 12 أغسطس 2006، قرر الاتحاد الإيراني لكرة القدم تغيير اسم الدوري مرة أخرى. كان اسم الدوري في البداية كأس الخليج الفارسي والذي تغير لاحقًا إلى الاسم الرسمي الحالي دوري الخليج الفارسي للمحترفين . تم القيام بذلك للترويج لاسم الخليج الفارسي، بدلاً من الاختلافات الكثيرة التي تستخدمها بعض الدول والمنظمات التي تزعم إيران أنها غير صحيحة. تم تغيير شعار الدوري أيضًا، حيث تم اختيار الفائز من بين أكثر من 130 تصميمًا وتم الكشف عنه في 14 نوفمبر 2006. استمروا في التحسن والثبات ببطء مما جعل الكثير من الناس ينتقدون أن الدوري يتراجع أحيانًا إلى الوراء. كان سايبا هو الفريق السادس الذي يفوز بالنسخة السادسة الجديدة من الدوري مما يعني أن 6 فرق مختلفة فازت بستة بطولات على التوالي. لكن في عام 2008، استعاد برسبوليس اللقب بعد 6 سنوات من الفوز الدرامي مرة أخرى منافسه سباهان في الدقيقة 96 من المباراة النهائية ليصبح أول فريق يفوز بلقبين في النسخة الجديدة من الدوري الإيراني. فعل الموسم التالي استقلال طهران نفس الشيء وفاز بالدوري للمرة الثانية في المباراة النهائية. ثم، سيطر سباهان على الدوري بالفوز باللقب في ثلاثة مواسم متتالية. يحمل سباهان سجل لقب بطولة دوري المحترفين الإيراني بأربعة ألقاب سابقة، وقد أضافوا مؤخرًا اللقب الخامس إلى كأس البطولة في بطولة موسم 2014-15. وحالياً نادي برسبوليس هو أكثر فريق تحقيقاً للبطولة بعد الحصول على أخر 4 مواسم متتالية من البطولة حيث حصل على لقبه السادس موسم 2019-20.
ملاحظات
1. غير نادي تاج اسمه إلى استقلال طهران عام 1979.
2. غير نادي شاهين اسمه إلى برسبوليس في عام 1968، والذي تغير بدوره إلى بيروزي في عام 1986 ؛ ولكن لا يزال يتم استخدام الاسم القديم «برسبوليس» في تفضيل عن اسم بيروزي في إيران.
3. أصبح دوري ازادكان اسم ثاني أعلى ثاني قسم (الدرجة الأولى) في إيران، بعد قسم دوري المحترفين الإيراني.

### البطولات
جدول بعدد البطولات الوطنية التي حققتها أندية كرة القدم في إيران منذ عام 1970.
| الأندية         | الفائز | الوصيف |
| --------------- | ------ | ------ |
| برسبوليس        | 13     | 9      |
| استقلال طهران   | 8      | 10     |
| باس طهران       | 5      | 5      |
| سباهان          | 5      | 3      |
| سايبا           | 3      | 0      |
| فولاد خوزستان   | 2      | 0      |
| استقلال خوزستان | 1      | 0      |
| ذوب آهن         | 0      | 4      |
| تراكتور سازي    | 0      | 3      |
| نادي بهمن كرج   | 0      | 2      |
| هوما            | 0      | 1      |
| استقلال أهواز   | 0      | 1      |

ملاحظة: لم يتم احتساب بعض البطولات التي أقيمت خلال الفترة من (1979-1991) حيث لم تكن جميع البطولات وطنية فكانت تقام بطولات اقليمية باسم كأس القدس للأقاليم الإيراني وذلك بعد انهاء بطولة الدوري السابق كأس تخت جمشيد. عاد الدوري موسم 1989 وفاز به استقلال طهران موسم 1989–90.